# 시계장치

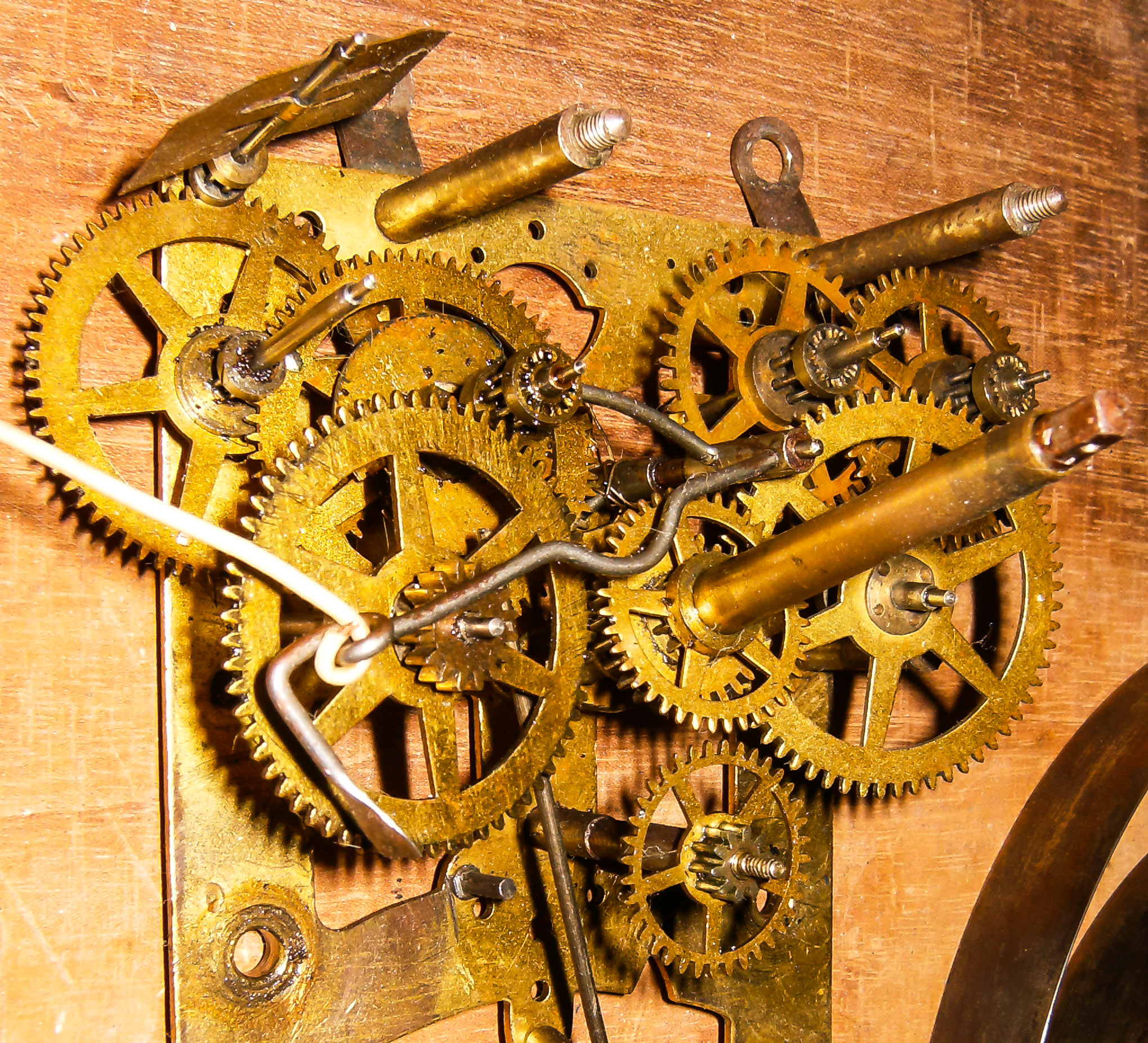

시계장치 또는 클락워크(영어: clockwork)는 시계를 움직이는 내부의 기계뭉치를 말한다. 휴대용 시계의 시계장치는 특히 무브먼트라고 한다. 스프링 또는 추로 구동되는 일련의 기어를 사용한다.
시계장치 메커니즘은 종종 메인 스프링, 금속 리본의 나선형 비틀림 스프링으로 구성된 시계장치 모터에 의해 구동된다. 에너지는 태엽을 감아 수동으로 태엽에 저장하고 태엽을 더 단단하게 비틀어주는 래칫에 부착된 키를 돌린다. 그런 다음 태엽의 힘이 저장된 에너지가 모두 소모될 때까지 시계장치를 돌린다. 와인드업 및 스프링 구동이라는 형용사는 시계 및 시계, 주방 타이머, 오르골 및 태엽 장난감을 포함하는 태엽으로 구동되는 시계장치를 나타낸다.

## 같이 보기
- 무브먼트 (기계)
- 태엽